# آسيا كيت ديلون
آسيا كيت ديلون (بالإنجليزية: Asia Kate Dillon)‏ هي ممثلة أمريكية، اشتهرت بدورها براندي إبس في البرتقالي هو الأسود الجديد (مسلسل).

## روابط خارجية
- آسيا كيت ديلون على موقع IMDb (الإنجليزية)
- آسيا كيت ديلون على موقع قاعدة بيانات الفيلم (الإنجليزية)